# Thereva valida
Thereva valida är en tvåvingeart som beskrevs av Friedrich Hermann Loew 1847. Thereva valida ingår i släktet Thereva och familjen stilettflugor. Arten är reproducerande i Sverige. Inga underarter finns listade i Catalogue of Life.